# Liste der Biografien/Yay
Liste der Biografien |
Portal Biografien |
Personensuche
# |
A |
B |
C |
D |
E |
F |
G |
H |
I |
J |
K |
L |
M |
N |
O |
P |
Q |
R |
S |
T |
U |
V |
W |
X |
Y |
Z |
?
 
Ya |
Yb |
Yc |
Yd |
Ye |
Yf |
Yg |
Yh |
Yi |
Yk |
Yl |
Ym |
Yn |
Yo |
Yp |
Yr |
Ys |
Yt |
Yu |
Yv |
Yw |
Yx |
Yz
 
Yaa |
Yab |
Yac |
Yad |
Yae |
Yaf |
Yag |
Yah |
Yai |
Yaj |
Yak |
Yal |
Yam |
Yan |
Yao |
Yap |
Yaq |
Yar |
Yas |
Yat |
Yau |
Yav |
Yaw |
Yax |
Yay |
Yaz
Die Liste der Biografien führt alle Personen auf, die in der deutschsprachigen Wikipedia einen Artikel haben. Dieses ist eine Teilliste mit 11 Einträgen von Personen, deren Namen mit den Buchstaben „Yay“ beginnt.

## Yay
- Yay, İrfan (* 1926), türkischer Generalleutnant

### Yaya
- Yaya, Ismael (* 1965), tschadischer Leichtathlet
- Yaya, Issa (* 1979), tschadischer Fußballschiedsrichterassistent
- Yaya, Terap Adoum (* 1974), tschadischer Leichtathlet

### Yayg
- Yaygın, Berk (* 1983), türkischer Schauspieler

### Yayi
- Yayi, Boni (* 1952), beninischer Ökonom und Politiker
- Yayım, Volkan (* 1950), türkischer Fußballspieler und -trainer

### Yayl
- Yayla, Murat Can (* 1999), türkischer Fußballspieler
- Yaylacıoğlu, İpek (* 1984), türkische Schauspielerin

### Yayo
- Yayo, Tony (* 1978), US-amerikanischer RapperTony Yayo (* 1978)

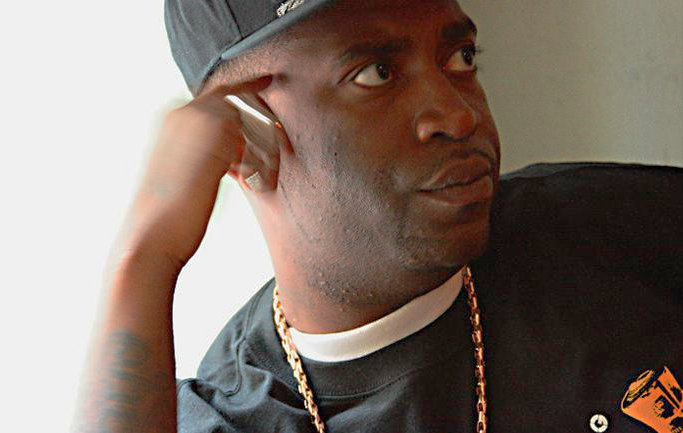
Tony Yayo (* 1978)

- Yayöz, Nihat (* 1945), türkischer Fußballspieler und -nationalspieler